# Scotland Edge
Scotland Edge ist eine Scharte auf der Adelaide-Insel westlich der Antarktischen Halbinsel. Auf der Wright-Halbinsel liegt sie zwischen dem westlichen Ende des Stork Ridge und dem Berg Badger Buttress im Süden. Inmitten der Scharte ragt der 300 m hohe Felsvorsprung Jim Buttress auf.
Das UK Antarctic Place-Names Committee benannte sie 2001 nach Patricia Scotland, Baroness Scotland of Asthal (* 1955), der ersten farbigen Kronanwältin im Vereinigten Königreich, die ab 1999 als Under Secretary of State im Foreign and Commonwealth Office für die Belange der britischen Überseegebiete zuständig war.